# Атлантическа солидарност (площад във Варна)
„Атлантическа солидарност“ е площад в центъра на град Варна, между бул. „Сливница“, ул. „Опълченска“ и ул. „Любен Каравелов“. До площада се намират Евангелската методистка епископална църква и Градската художествена галерия „Борис Георгиев“. В непосредствена близост е градинката позната на варненци като „Севастопол“.